# Längnums församling
Längnums församling var en församling i Skara stift och i Grästorps kommun. Församlingen uppgick 2002 i Fridhems församling. 

## Administrativ historik
Församlingen har medeltida ursprung. 
Församlingen var till 2002 annexförsamling i pastoratet Tengene, Trökörna, Hyringa, Malma och Längnum som till 1646 även omfattade Främmestads och Bärebergs församlingar. Församlingen uppgick 2002 i Fridhems församling.
-1646 Tengene, Trökörna, Hyringa, Malma, Längnum, Främmestad och Bäreberg, 1646- Tengene, Trökörna, Hyringa, Malma och Längnum.

## Kyrkor
- Fridhems kyrka sedan 1868 även var församlingskyrka för Malma och Hyringa församlingar.